# Direktorium der Reichsritterschaft im Unterelsass

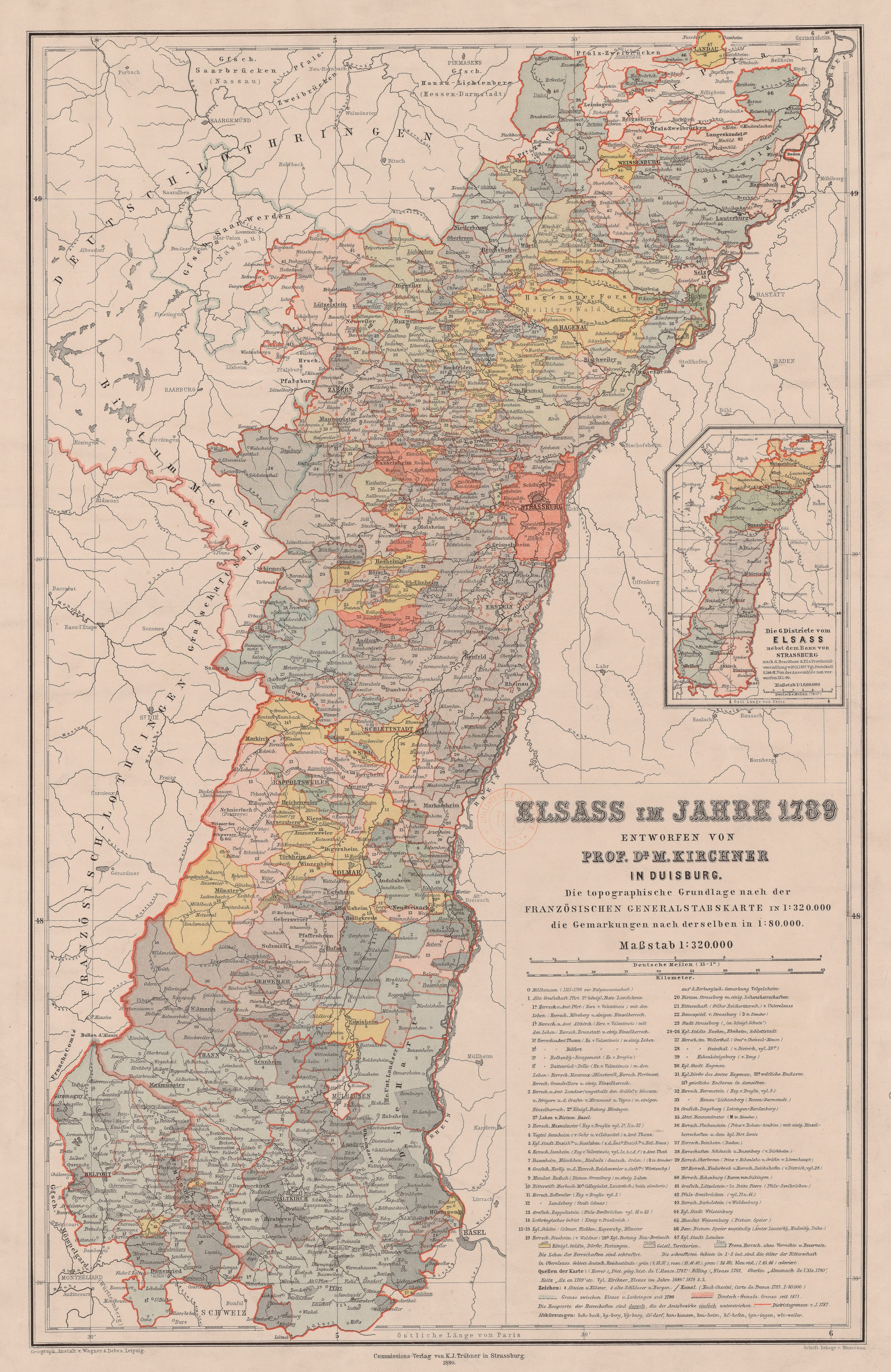
Elsass im Jahre 1789

Das Direktorium der Reichsritterschaft im Unterelsass (französisch: Directoire de la noblesse de Basse-Alsace) war seit dem 16. Jahrhundert bis zum Ende des Heiligen Römischen Reiches die Korporation der elsässischen Reichsritter.

## Entstehung
Die Steuerforderungen des Reichstags gegenüber den Reichsrittern im Jahre 1542 wegen der drohenden Gefahr durch die Türken veranlasste die Reichsritterschaft, ihrerseits zu reagieren. Sie legte eine eigene Matrikel an, um einerseits ihre Position zu stärken, andererseits aber auch dem Kaiser zu garantieren, dass sie ihre Pflichten gegenüber dem Reich erfüllten. Daher organisierte sich die Reichsritterschaft in insgesamt fünfzehn Ritterorten, von denen seit 1577 vierzehn in drei Ritterkreisen – dem Fränkischen, Schwäbischen und Rheinischen Ritterkreis – zusammengefasst wurden. Der Kanton Unterelsass nahm als 15. Kanton eine Sonderstellung ein.
Mit dem Westfälischen Frieden 1648 erlangte Frankreich die beherrschende Stellung am Oberrhein. Kaiser und Reich traten alle Rechte, die sie oder das Haus Österreich im Elsass besessen hatten an Ludwig XIV. ab. Damit wurden die Landgrafschaften Ober- und Unterelsass, der Sundgau und die Landvogtei der zehn vereinigten Reichsstädte (Décapole) ebenso wie die Ritterschaft des Elsass der Krone Frankreichs auf ewig übertragen. Allerdings war die Bestimmung nicht eindeutig und ließ Interpretationen zu. Die Ritter sollten in der „Freiheit und possession“ verbleiben, die sie als unmittelbare Stände des Römischen Reiches bisher genossen, „dergestalt dass Ihre Majestät keine königliche Hoheit praetendieren möge, sondern sich mit den Rechten contentire, welche an das Haus Österreich gehören“.
Um ihre Rechtsansprüche zu vertreten, bildeten die elsässischen Reichsritter ein eigenes Direktorium und unterzeichneten am 28. Juni 1651 in Mergentheim einen Assoziationsvertrag mit den drei Ritterkreisen in Franken, Schwaben und am Rhein. Am 6. November 1651 erließ das Direktorium in Straßburg eigene Statuten. Kaiser Ferdinand III. billigte sowohl den Vertrag als auch das Reglement der elsässischen Reichsritter am 10. Juni 1652.

## Eingliederung in den französischen Staatsverband
Dennoch musste sich die elsässische Ritterschaft dem französischen Druck beugen. Die Reunionspolitik verschonte auch sie nicht. Mit Dekret vom 9. August 1680 annektierte Frankreich die Territorien der reichsunmittelbaren Ritterschaft im Unterelsass und am 12. Mai 1681 leistete das Direktorium feierlich den Treueid auf König Ludwig XIV., vertreten durch den Intendanten des Elsass, Jacques de la Grange. Artikel 4 des Friedensvertrags von Rijswijk vom 30. Oktober 1697 bestätigte die „réunion“ der unterelsässischen Reichsritterschaft unter die Krone Frankreichs. Ihre Besitzungen und Lehen waren nunmehr der französischen Souveränität unterstellt. Damit schieden das Direktorium und seine Mitglieder aus dem Verband des Heiligen Römischen Reiches Deutscher Nation aus, bewahrten aber im Verhältnis zur Krone Frankreichs bis zur Französischen Revolution weitgehend ihre privilegierte Stellung.

## Sitz des Direktoriums

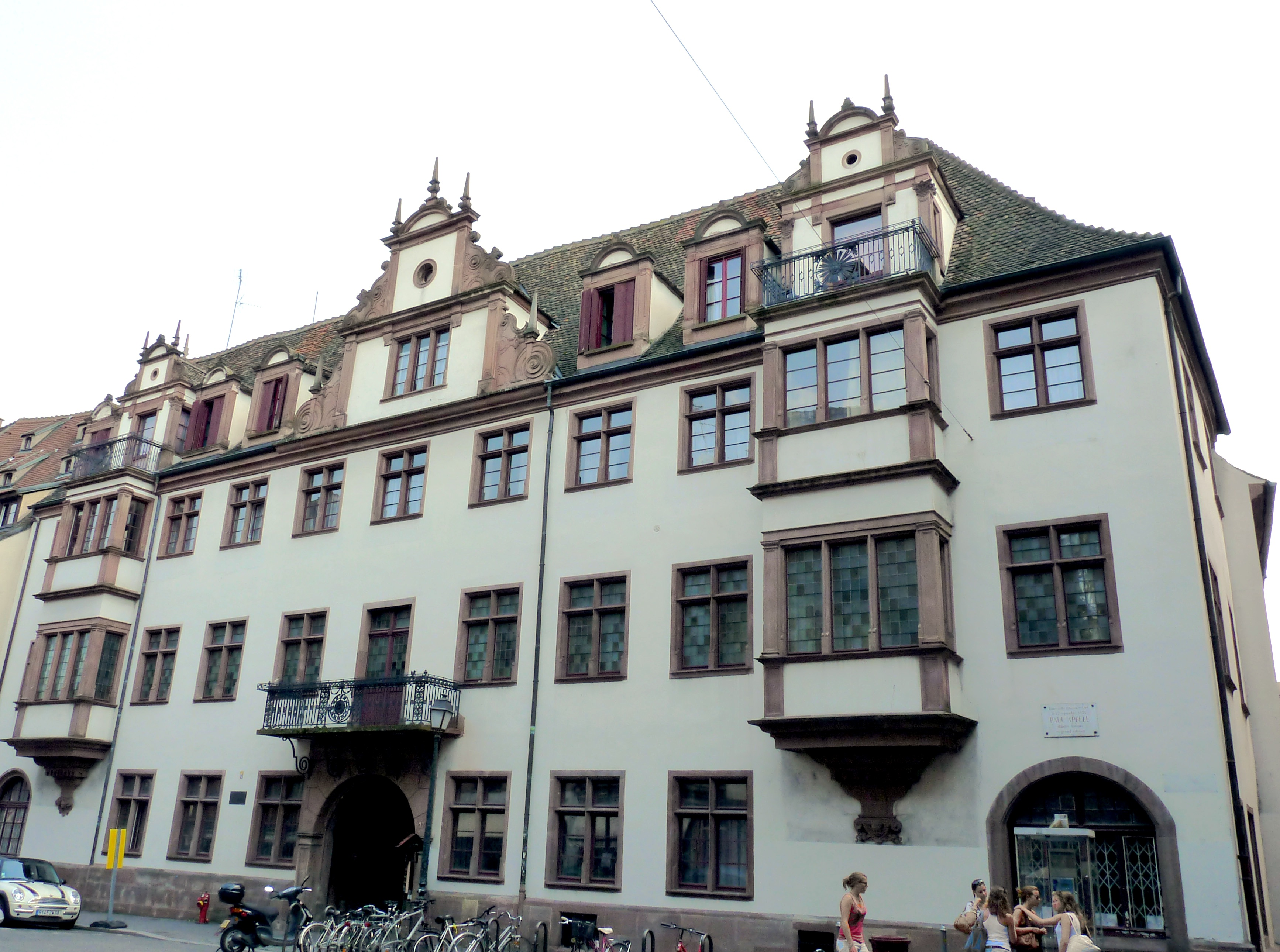
Stadtpalais Böcklin von Böcklinsau in Straßburg

Das Direktorium der Reichsritterschaft im Unterelsass hatte seinen Sitz zunächst im Hôtel de la Haute-Montée im Herzen Straßburgs. Mit einem königlichen Erlass verlegte Ludwig XIV. den Sitz im Dezember 1680 in das Schloss der Freiherren von Landsberg nach Niedernai. Mit einem erneuten Erlass vom März 1685 erlaubte der König dem Direktorium das Hôtel de la Haute-Montée zu verkaufen, um einen anderen Tagungsort zu erwerben. Das Direktorium kaufte von den Freiherren Böcklin von Böcklinsau deren ehemaliges Stadtpalais in Straßburg. Dort tagte die elsässische Ritterschaft bis zur Revolution 1789.

## Mitgliedschaft
Die Zuständigkeit des Direktoriums erstreckte sich auf die Adligen und ihre Ländereien, die in der Matrikel verzeichnet waren. Wie in den drei Ritterkreisen konnte die Mitgliedschaft real – gestützt auf ein immatrikuliertes Rittergut – oder persönlich – ohne ein solches Rittergut – sein. Das Direktorium erhob die fälligen Abgaben und Steuern bei seinen Mitgliedern.
Immatrikulierte Familien
| Familien                   | Ritterorte | Weiterer Besitz außerhalb des Direktoriums | Weitere Immatrikulationen                          |
| -------------------------- | --- | --- | -------------------------------------------------- |
| Albertini von Ichtratzheim | Ichtratzheim | Hochfelden (Landvogtei im Elsass) | —                                                  |
| Andlau                     | Andlau, Bernardvillé, Blancherupt, Blienschwiller (tlw.), Diebolsheim, Duttlenheim (tlw.), Itterswiller (tlw.), Nothalten, Reichsfeld, Saint-Blaise-la-Roche, Stotzheim (tlw.), Valff, Zell         | Obersaasheim (Vogtei Ensisheim), Eschentzwiller, Hombourg, Niffer, Petit-Landau (Herrschaft Landser), Kingersheim, Wittenheim, Zimmersheim (Herrschaft Thann)                                                       | Breisgauische Ritterschaft                         |
| Berckheim                  | Innenheim, Jebsheim (tlw.), Krautergersheim | Schoppenwihr (Herrschaft Riquewihr-Ostheim) | Kantonsbezirk Ortenau                              |
| Berstett                   | Berstett (5/6), Boofzheim (tlw.), Gerstheim (tlw.), Hipsheim (tlw.), Nieffern, Olwisheim (tlw.), Witternheim (tlw.)                                                                                 | — | Kantonsbezirk Ortenau                              |
| Birkenwald                 | Birkenwald | — | —                                                  |
| Bock von Gerstheim         | Blaesheim, Gerstheim (tlw.), Hipsheim (tlw.), Obenheim (tlw.) | — | —                                                  |
| Böcklin von Böcklinsau     | Bischheim, Obenheim (tlw.),Wibolsheim (tlw.) | — | Kantonsbezirk Ortenau                              |
| Braun                      | Hipsheim (tlw.) | — | —                                                  |
| Burger                     | Hipsheim (tlw.) | — | —                                                  |
| Dénesdé                    | Boofzheim (tlw.) | — | —                                                  |
| Dettlingen                 | Berstett (1/6), Gerstheim (tlw.), Olwisheim (tlw.), Scharrachbergheim | — | —                                                  |
| Elsenheim                  | Oberschaeffolsheim (tlw.) | — | —                                                  |
| de la Fage                 | Wilwisheim (tlw.) | — | —                                                  |
| Falkenhayn                 | Kolbsheim | — | —                                                  |
| Flachslanden               | Duppigheim, Mackenheim, Schaffhouse-sur-Zorn, Stutzheim, Traenheim | Durmenach (Landvogtei Oberelsass und Sundgau) | —                                                  |
| Gayling                    | Buswiller, Gerstheim (tlw.), Mulhausen (tlw.) | Hohwiller, Zutzendorf (Landvogtei im Elsass) | —                                                  |
| Géraudon                   | Odratzheim | — | —                                                  |
| Glaubitz                   | Wintzenheim-Kochersberg | — | —                                                  |
| Güntzer                    | Plobsheim (tlw.) | — | —                                                  |
| Haindel                    | Cosswiller, Romanswiller | — | —                                                  |
| Jacoud                     | Pfulgriesheim | — | —                                                  |
| Joham von Mundolsheim      | Boofzheim (tlw.), Furdenheim (tlw.), Mittelhausbergen, Mundolsheim, Witternheim (tlw.) | Lembach (Landvogtei im Elsass) | —                                                  |
| Kageneck                   | Hipsheim (tlw.) | — | Breisgauische Ritterschaft                         |
| Kempfer                    | Plobsheim (tlw.) | — | —                                                  |
| Klinglin                   | Hœnheim | Biltzheim, Holtzwihr, Munwiller, Riedwihr, Oberentzen, Wickerschwihr (Vogtei Ensisheim), Essert (Landvogtei Oberelsass und Sundgau), Zillisheim (Stadt Mulhouse)                                                    | —                                                  |
| Landsberg                  | Duttlenheim (tlw.), Lingolsheim, Meistratzheim, Niedernai, Zellwiller | — | —                                                  |
| Mackau                     | Hurtigheim (tlw.) | — | —                                                  |
| Oberkirch                  | Furdenheim (tlw.), Quatzenheim | Oberkirch (Reichsstadt Obernai) | Kantonsbezirk Ortenau                              |
| Ocahan                     | Bolsenheim | — | —                                                  |
| Pascalis                   | Ottrott-le-Bas (tlw.) | — | —                                                  |
| Rathsamhausen              | Bœsenbiesen, Bootzheim, Daubensand, Ehnwihr, Eschau (tlw.), Fegersheim, Fessenheim-le-Bas, Irmstett, Kunheim, Muttersholtz, Nieder-Rathsamhausen, Ohnheim, Ottrott-le-Bas (tlw.), Wibolsheim (tlw.) | Grussenheim (Vogtei Ensisheim) | Kantonsbezirk Ortenau                              |
| Reich von Reichenstein     | Duttlenheim (tlw.) | Biederthal, Buschwiller, Leymen (Grafschaft Pfirt) | Breisgauische Ritterschaft                         |
| Reinach                    | Uttenheim, Wœrth | Frœningen (Landvogtei Oberelsass und Sundgau), Heidwiller, Hirtzbach, Lachapelle-sous-Rougemont, Luemschwiller, Michelbach (Herrschaft Thann), Steinbrunn-le-Bas, Steinbrunn-le-Haut (Herrschaft Landser)           | —                                                  |
| Reisseisen                 | Furdenheim (tlw.) | — | —                                                  |
| Saum                       | Boofzheim (tlw.), Witternheim (tlw.) | — | —                                                  |
| Sauveterre                 | Osthoffen (tlw.) | — | —                                                  |
| Schauenburg                | Osthoffen (tlw.) | Hattstatt, Herrlisheim, Niederentzen, Vœgtlinshoffen (Vogtei Ensisheim), Husseren-les-Châteaux, Jungholtz (Mundat Rouffach), Soultzbach-les-Bains (Herrschaft Munster)                                              | Kantonsbezirk Ortenau, Breisgauische Ritterschaft  |
| Schönau                    | Saasenheim, Schœnau | Hagenbach (Landvogtei Oberelsass und Sundgau), Herrschaft im Amt Laufenburg (Vorderösterreich) | Breisgauische Ritterschaft                         |
| Sickingen                  | Obenheim (tlw.) | — | Ritterkanton Kraichgau, Breisgauische Ritterschaft |
| Türckheim                  | Kalenburg | — | Kantonsbezirk Ortenau                              |
| Waldner von Freundstein    | Baldenheim, Hartmannswiller | Schweighouse-Thann (Landvogtei Oberelsass und Sundgau), Sierentz (Herrschaft Landser), Biesheim, Geiswasser, Rathsamhausen-le-Haut, Vogelgrun (Grafschaft Horbourg), Beroltzwiller, Berrwiller (Fürstabtei Murbach) | Kantonsbezirk Ortenau                              |
| Wangen                     | Achenheim, Landersheim (tlw.), Oberschaeffolsheim (tlw.), Wangenbourg, Wilwisheim (tlw.), Wiwersheim                                                                                                | Minversheim (Landvogtei im Elsass) | —                                                  |
| Warstatt                   | Schirrhoffen | Keffendorf, Ohlungen (Landvogtei im Elsass) | —                                                  |
| Weinemmer                  | Landersheim (tlw.) | — | —                                                  |
| Weitersheim                | Breuschwickersheim | — | —                                                  |
| Woltz                      | Mulhausen (tlw.) | — | —                                                  |
| Wurmser von Vendenheim     | Ottrott-le-Bas (tlw.), Sundhouse, Vendenheim, Westhouse | — | Kantonsbezirk Ortenau                              |
| Zorn von Bulach            | Entzheim (1/2), Gerstheim (tlw.), Osthouse | — | —                                                  |
| Zorn von Plobsheim         | Entzheim (1/2), Oberhausbergen | — | —                                                  |

## Immatrikulierte Ritterorte
Die immatrikulierten Ritterorte lagen nahezu sämtlich im Département Bas-Rhin, lediglich Hartmannswiller, Jebsheim und Kunheim im Département Haut-Rhin.
| Ritterorte                                              | Familien                                                                   | Bemerkungen |
| ------------------------------------------------------- | -------------------------------------------------------------------------- | --- |
| Achenheim                                               | Wangen                                                                     | — |
| Andlau                                                  | Andlau                                                                     | — |
| Baldenheim                                              | Waldner von Freundstein                                                    | — |
| Behlenheim (heute zu Truchtersheim)                     | —                                                                          | Besitz des Couvent de la Visitation de Strasbourg |
| Bernardvillé                                            | Andlau                                                                     | nicht zu verwechseln mit Bernardswiller |
| Berstett                                                | Berstett (5/6) und Dettlingen (1/6)                                        | — |
| Birkenwald                                              | Birkenwald                                                                 | — |
| Bischheim                                               | Böcklin von Böcklinsau                                                     | — |
| Blaesheim                                               | Bock von Gerstheim                                                         | — |
| Blancherupt                                             | Andlau                                                                     | — |
| Blienschwiller [teilweise]                              | Andlau                                                                     | Ritterort teilweise im Besitz des Fürstbischofs von Straßburg (Vogtei Benfeld) sowie für die Hohe Gerichtsbarkeit der Reichsstadt Straßburg                                                        |
| Bœsenbiesen                                             | Rathsamhausen                                                              | — |
| Bolsenheim                                              | Ocahan                                                                     | — |
| Boofzheim                                               | Berstett, Joham von Mundolsheim, Dénesdé und Saum                          | — |
| Bootzheim                                               | Rathsamhausen                                                              | — |
| Breuschwickersheim                                      | Weitersheim                                                                | — |
| Buswiller                                               | Gayling                                                                    | — |
| Cosswiller                                              | Haindel                                                                    | — |
| Daubensand (heute zu Erstein)                           | Rathsamhausen                                                              | — |
| Diebolsheim                                             | Andlau                                                                     | — |
| Duppigheim                                              | Flachslanden                                                               | — |
| Duttlenheim                                             | Andlau, Reich von Reichenstein und Landsberg                               | — |
| Ehnwihr (heute zu Muttersholtz)                         | Rathsamhausen                                                              | — |
| Entzheim                                                | Zorn von Bulach (1/2) und Zorn von Plobsheim (1/2)                         | — |
| Eschau [teilweise]                                      | Rathsamhausen                                                              | Ritterort teilweise im Besitz des Domkapitels von Straßburg (Vogtei Erstein) |
| Fegersheim                                              | Rathsamhausen                                                              | — |
| Fessenheim-le-Bas                                       | Rathsamhausen                                                              | Ritterort im Besitz des Domkapitels von Straßburg |
| Furchhausen                                             | —                                                                          | Ritterort im Besitz der Landgrafschaft Hessen-Darmstadt, Grafschaft Hanau-Lichtenberg |
| Furdenheim                                              | Joham von Mundolsheim, Oberkirch, Reisseisen                               | Ritterort teilweise im Besitz der Reichsstadt Straßburg |
| Gerstheim                                               | Berstett, Bock von Gerstheim, Dettlingen, Gayling und Zorn von Bulach      | — |
| Geudertheim                                             | —                                                                          | Ritterort im Besitz der Landgrafschaft Hessen-Darmstadt, Grafschaft Hanau-Lichtenberg |
| Hartmannswiller (Schloss in Soultz-Haut-Rhin)           | Waldner von Freundstein                                                    | — |
| Hipsheim                                                | Bock von Gerstheim, Berstett, Braun und Burger                             | Der Besitz der Bock von Gerstheim 1789 an Kageneck |
| Hœnheim                                                 | Klinglin                                                                   | — |
| Hurtigheim [teilweise]                                  | Mackau                                                                     | Ritterort teilweise im Besitz des Fürstbischofs von Straßburg |
| Ichtratzheim                                            | Albertini von Ichtratzheim                                                 | — |
| Innenheim                                               | Berckheim                                                                  | — |
| Irmstett (heute zu Scharrachbergheim-Irmstett)          | Rathsamhausen                                                              | — |
| Itterswiller [teilweise]                                | Andlau                                                                     | Ritterort teilweise im Besitz des Fürstbischofs von Straßburg (Vogtei Benfeld) |
| Jebsheim [teilweise]                                    | Berckheim                                                                  | Ritterort teilweise im Besitz des Pfalzgrafen von Zweibrücken, Grafschaft Rappoltstein |
| Kalenburg (heute zu Marckolsheim)                       | Türckheim                                                                  | — |
| Kolbsheim                                               | Falkenhayn                                                                 | — |
| Krautergersheim                                         | Berckheim                                                                  | — |
| Kunheim                                                 | Rathsamhausen                                                              | — |
| Landersheim                                             | Wangen und Weinemmer                                                       | — |
| Lingolsheim                                             | Landsberg                                                                  | — |
| Mackenheim                                              | Flachslanden (1/2)                                                         | Ritterort teilweise im Besitz des Fürstbischofs von Straßburg |
| Meistratzheim                                           | Landsberg                                                                  | — |
| Mittelbergheim                                          | —                                                                          | Kondominium des Fürstbischofs von Straßburg und der Reichsstadt Straßburg |
| Mittelhausbergen                                        | Joham von Mundolsheim                                                      | — |
| Mulhausen                                               | Gayling und Woltz                                                          | nicht zu verwechseln mit Mulhouse |
| Mundolsheim                                             | Joham von Mundolsheim                                                      | — |
| Muttersholtz                                            | Rathsamhausen                                                              | — |
| Niedernai                                               | Landsberg                                                                  | — |
| Nieder-Rathsamhausen (heute zu Sélestat)                | Rathsamhausen                                                              | — |
| Nieffern (heute zu Bouxwiller)                          | Berstett                                                                   | — |
| Nothalten [teilweise]                                   | Andlau                                                                     | Ritterort teilweise im Besitz der Herrschaft Villé der Herren von Meuse-Choiseul und des Fürstbischofs von Straßburg (Vogtei Benfeld) sowie für die Hohe Gerichtsbarkeit der Reichsstadt Straßburg |
| Obenheim                                                | Böcklin von Böcklinsau (1/2), Bock von Gerstheim (1/4) und Sickingen (1/4) | — |
| Oberhausbergen                                          | Zorn von Plobsheim                                                         | — |
| Oberschaeffolsheim                                      | Elsenheim (1/2) und Wangen (1/2)                                           | — |
| Odratzheim                                              | Géraudon                                                                   | — |
| Ohnheim (heute zu Fegersheim)                           | Rathsamhausem                                                              | — |
| Olwisheim                                               | Berstett und Dettlingen                                                    | — |
| Osthoffen                                               | Sauveterre und Schauenburg                                                 | — |
| Osthouse                                                | Zorn von Bulach                                                            | — |
| Ottrott-le-Bas (heute zu Ottrott)                       | Pascalis, Rathsamhausen und Wurmser von Vendenheim                         | — |
| Pfulgriesheim                                           | Jacoud                                                                     | — |
| Plobsheim                                               | Güntzer (1/2) und Kempfer (1/2)                                            | — |
| Quatzenheim                                             | Oberkirch                                                                  | — |
| Reichsfeld                                              | Andlau                                                                     | — |
| Romanswiller                                            | Haindel                                                                    | — |
| Saasenheim                                              | Schönau                                                                    | — |
| Saint-Blaise-la-Roche                                   | Andlau                                                                     | — |
| Schaffhouse-sur-Zorn                                    | Flachslanden                                                               | — |
| Scharrachbergheim (heute zu Scharrachbergheim-Irmstett) | Dettlingen                                                                 | — |
| Schirrhoffen                                            | Warstatt                                                                   | — |
| Schnersheim                                             | —                                                                          | Ritterort im Besitz der Abtei Saint-Étienne in Marmoutier |
| Schœnau                                                 | Schönau                                                                    | — |
| Stotzheim [teilweise]                                   | Andlau                                                                     | Ritterort teilweise im Besitz des Fürstbischofs von Straßburg (Vogtei Benfeld) |
| Stutzheim (heute zu Stutzheim-Offenheim)                | Flachslanden                                                               | — |
| Sundhouse                                               | Wurmser von Vendenheim                                                     | — |
| Traenheim [teilweise]                                   | Flaxlanden                                                                 | Ritterort im Besitz der Landgrafschaft Hessen-Darmstadt, Grafschaft Hanau-Lichtenberg (Vogtei Westhoffen)                                                                                          |
| Uttenheim                                               | Reinach                                                                    | — |
| Valff                                                   | Andlau                                                                     | — |
| Vendenheim                                              | Wurmser von Vendenheim                                                     | — |
| Wangenbourg                                             | Wangen                                                                     | — |
| Westhouse                                               | Wurmser von Vendenheim                                                     | — |
| Wibolsheim (heute zu Eschau)                            | Böcklin von Böcklinsau (1/2) und Rathsamhausen (1/2)                       | — |
| Wilwisheim                                              | de la Fage und Wangen                                                      | — |
| Wintzenheim-Kochersberg                                 | Glaubitz                                                                   | — |
| Witternheim                                             | Berstett, Joham von Mundenheim und Saum                                    | — |
| Wiwersheim                                              | Wangen                                                                     | — |
| Wœrth (heute zu Erstein)                                | Reinach                                                                    | — |
| Zell (heute zu Barr) [teilweise]                        | Andlau                                                                     | Ritterort teilweise im Besitz des Fürstbischofs von Straßburg |
| Zellwiller                                              | Landsberg                                                                  | — |